# Gällersta-Norrbyås församling
Gällersta-Norrbyås församling var en församling i Kumla och Askers kontrakt i Strängnäs stift. Församlingen låg i Örebro kommun i Örebro län (Närke) och ingick i Stora Mellösa pastorat. Församlingen uppgick 2014 i Kvismare församling.

## Administrativ historik
Församlingen bildades 2006 genom en sammanslagning av Gällersta och Norrbyås församlingar. Församlingen uppgick 2014 i Kvismare församling.

## Kyrkor
- Norrbyås kyrka
- Gällersta kyrka